# دافي جونز
دافي جونز (بالإنجليزية: Davy Jones)‏ هو سائق سيارة سباق أمريكي، ولد في 1 يونيو 1964 في شيكاغو في الولايات المتحدة.

## وصلات خارجية
- دافي جونز على موقع Racing-Reference.info (الإنجليزية)
- دافي جونز على موقع DriverDB.com (الإنجليزية)